# Colin Carruthers
Colin Gordon Carruthers (* 17. September 1890 in Toronto, Ontario, Kanada; † 10. November 1957 in Kingston, Ontario, Kanada) war ein britischer Eishockeyspieler.
Er nahm für die britische Nationalmannschaft an den Olympischen Winterspielen 1924 in Chamonix und den Winterspielen 1928 in St. Moritz teil. Bei den Winterspielen 1924 gewann er mit seiner Mannschaft die Bronzemedaille. Auf Vereinsebene spielte er für eine britische Armeemannschaft. 
Sein Bruder Eric Carruthers war ebenfalls britischer Nationalspieler.